# Nymphicula kinabaluensis
Nymphicula kinabaluensis is een vlinder uit de familie van de grasmotten (Crambidae), uit de onderfamilie van de Acentropinae. De wetenschappelijke naam van deze soort is voor het eerst gepubliceerd in 2009 door Wolfram Mey.
De soort komt voor in Maleisië (Sabah).